# Naturschutzgebiet Quellenhang in der Lintorfer Mark
Koordinaten: 51° 21′ 26″ N, 6° 50′ 23″ O
Das Naturschutzgebiet Quellenhang in der Lintorfer Mark liegt auf dem Gebiet der kreisfreien Stadt Mülheim an der Ruhr in Nordrhein-Westfalen. 
Das Gebiet erstreckt sich südwestlich der Kernstadt von Mülheim an der Ruhr und nördlich von Lintorf, einem Stadtteil von Ratingen, zu beiden Seiten der A 3. Südlich des Gebietes verläuft die A 524 und östlich die A 52 und die B 1. Am südlichen Rand des Gebietes fließt der Breitscheider Bach.

## Bedeutung
Das etwa 104,0 ha große Gebiet wurde im Jahr 2001 unter der Schlüsselnummer MH-017 unter Naturschutz gestellt. Schutzziele sind der Erhalt und die Entwicklung grundwasserbeeinflusster Eichen-Hainbuchen- und Sumpfwälder.